# رود یغناب
رود یغناب رودی است در ناحیه عینی در ولایت سغد تاجیکستان. این رود همراه با اسکندردریا، رودخانه فان‌دریا را تشکیل می‌دهد. فان‌دریا از شاخه‌های اصلی سمت چپ رود زرافشان است.
سرچشمه رود یغناب در کوهستان مستچاه، در جایی که رشته‌کوه زرافشان و رشته‌کوه حصار به هم می‌پیوندند، قرار دارد.
رود یغناب از سمت شرق به غرب جریان دارد و مسیر آن در جنوب و موازی با رود زرافشان است. رود یغناب در دره یغناب جریان دارد که محلی دور افتاده در تاجیکستان است و مردم آن به زبان یغنابی سخن می‌گویند. روستای اصلی این دره انزاب نام دارد.
جاده اصلی به سمت این رود از سمت دوشنبه به سوی یغناب پایین و فان دریا می‌رود. پیش از آنکه شوروی‌ها جاده‌ای به این سمت بسازند دره رود یغناب تقریباً غیرقابل دسترس بود، و به همین خاطر زبان کهن این منطقه همچنان باقی مانده‌است.